# Зингхофен
Зингхофен (нем. Singhofen) — община в Германии, в земле Рейнланд-Пфальц.
Входит в состав района Рейн-Лан. Подчиняется управлению Нассау.  Население составляет 1808 человек (на 31 декабря 2010 года). Занимает площадь 15,67 км².